# Kliješta
Kliješta su ručni alat koji je oblikovan za prihvaćanje predmeta koristeći snagu poluge. Postoje kliješta za razne svrhe i posjeduju različite oblike kao primjerice za odvijanje, kidanje i sl.

## Vrste
Postoje različite vrste kliješta od kojih su najpoznatije kombinirke, papagajke, švedska kliješta, francuski ključ, špicasta kliješta, kliješta za obradu papaka i kopita, Burdizzo kliješta, sjekaća kliješta i razna druga.